# 高倉公朋
高倉 公朋（たかくら きんとも、1932年〈昭和7年〉10月4日 - 2019年〈令和元年〉5月2日）は、日本の医学者。専門は脳神経外科学。医学博士。東京大学名誉教授。東京女子医科大学名誉教授、元学長。
旧姓は河鰭。河鰭実英の三男として生まれる。東京出身。学習院高等科時代に高倉篤麿（元・子爵）の養子となる。

## 略歴
- 1939年（昭和14年）- 学習院初等科入学[4]
- 1951年（昭和26年） - 学習院高等科卒業（卒業生総代を務める[3]）
- 京都大学化学科を経て、東京大学医学部に編入[3]
- 1958年（昭和33年） - 東京大学医学部卒業
- 1963年（昭和38年）3月 - 東京大学より医学博士の学位を授与される
学位論文「脳損傷と体液の酵素変動」
- 1968年（昭和43年） - 国立がんセンター脳神経外科医長
- 1981年（昭和56年） - 東京大学医学部教授
- 1992年（平成4年） - 退官　東京女子医科大学教授
- 1993年（平成5年） - 東京大学名誉教授
- 1997年（平成9年） - 東京女子医科大学学長
- その後、東京福祉大学副学長

## 受賞等
- 日経BP技術賞（医療・バイオ部門）（2000年（平成12年））
「低侵襲脳外科手術戦略システムの開発」

## 論文
- 国立情報学研究所収録論文 国立情報学研究所.2010-05-14閲覧。

## 学会および社会における活動
- 日本学術会議会員
- 日本癌学会名誉会員
- 日本癌治療学会名誉会員
- 日本間脳下垂体腫瘍学会名誉会員
- 日本シミュレーション外科学会名誉会員
- 日本神経病理学会名誉会員
- 日本生体磁気学会名誉会員
- 日本定位・機能神経外科学会名誉会員
- 日本脳腫瘍学会名誉会員
- 日本脳腫瘍病理学会名誉会員
- 日本脳循環代謝学会名誉会員
- 日本脳神経外科光線力学研究会顧問
- 日本脳神経血管内治療学会名誉会員
- 日本脳神経超音波学会名誉会員
- 日本脳卒中学会名誉会員
- 日本脳卒中の外科学会名誉会員
- 日本脳ドック学会名誉会員
- 日本バイオセラピィ学会名誉会員
- 日本VR医学会顧問
- 日本分子脳神経外科学会顧問
- 日本予防医学リスクマネージメント学会名誉会員
- 日本老年医学会特別会員
- 財団法人脳科学・ライフテクノロジー研究所評議員
- 財団法人日本国際医学協会理事
- 財団法人ライフサイエンス振興財団評議員
- 財団法人日米医学医療交流財団理事
- 財団法人日本脳神経財団理事長
- 財団法人日中医学協会理事
- 標準医療情報センター理事
- 産官学先端科学融合推進機構理事長
- 医歯薬桜友会会長
- 在日新疆医科大学校友会名誉会長